# Ordem da Bandeira Iugoslava
A Ordem da Bandeira Iugoslava (em servo-croata: Орден југословенске заставе / Orden jugoslovenske zastave) foi uma condecoração da República Socialista Federativa da Iugoslávia, concedida em cinco classes. A primeira classe desta condecoração era a oitava em ordem de importância entre as condecorações da RSFI.

## História

### República Socialista Federativa da Iugoslávia
A Ordem da Bandeira da Iugoslávia de primeira, segunda e terceira classe foi estabelecida pelo presidente do Governo da República Popular da Iugoslávia, Josip Broz Tito, em 26 de novembro de 1947 (exceto a segunda classe, que foi estabelecida em 14 de novembro de 1955). Com a Lei de Alterações e Emendas à Lei sobre Condecorações da República Popular da Iugoslávia, de 1º de março de 1961, o nome da ordem foi alterado, e a partir de então a ordem passou a ter as seguintes classes: 
- Ordem da Bandeira Iugoslava com Fita (anteriormente Ordem da Bandeira Iugoslava de 1ª Classe) — 8ª condecoração na ordem de importância das condecorações iugoslavas.
- Ordem da Bandeira Iugoslava com Coroa Dourada (anteriormente Ordem da Bandeira Iugoslava de 2ª Classe) — 19ª condecoração na ordem de importância das condecorações iugoslavas.
- Ordem da Bandeira Iugoslava com Estrela Dourada no Colarinho (anteriormente Ordem da Bandeira Iugoslava de 3ª Classe) — 28ª condecoração na ordem de importância das condecorações iugoslavas.
- Ordem da Bandeira Iugoslava com Estrela Dourada (anteriormente Ordem da Bandeira Iugoslava de 4ª Classe) — 32ª condecoração na ordem de importância das condecorações iugoslavas.
- Ordem da Bandeira Iugoslava com Estrela Prateada (anteriormente Ordem da Bandeira Iugoslava de 5ª Classe) — 35ª condecoração na ordem de importância das condecorações iugoslavas.

A concessão da Ordem da Bandeira Iugoslava começou em dezembro de 1947. 
A Ordem da Bandeira Iugoslava com Fita (1ª Classe) era concedida especialmente a cidadãos de países não alinhados (a partir de 1961), a autoridades estatais e políticas de nível ministerial e a embaixadores estrangeiros após a conclusão de suas missões diplomáticas na Iugoslávia. Até 31 de dezembro de 1985, a Ordem da Bandeira Iugoslava com Fita foi concedida a 1.081 cidadãos estrangeiros e 342 cidadãos da RSFI. 
A Ordem da Bandeira Iugoslava com Coroa Dourada (2ª Classe) era concedida a subsecretários de Estado estrangeiros, chefes de protocolo, destacados estudiosos, professores, escritores, artistas e jornalistas. Até o final de 1985, essa ordem foi concedida a 1.443 cidadãos estrangeiros e nacionais. 
A Ordem da Bandeira Iugoslava com Estrela Dourada no Colarinho (3ª Classe) era concedida a chefes de departamento em ministérios estrangeiros, conselheiros seniores, destacados empresários e figuras públicas, professores e outros. Até o final de 1985, essa ordem foi concedida a 1.300 cidadãos estrangeiros e iugoslavos. 
A Ordem da Bandeira Iugoslava com Estrela Dourada (4ª Classe) era concedida a conselheiros na administração pública de países estrangeiros, primeiros secretários em ministérios de Relações Exteriores e cargos semelhantes. Até o final de 1985, essa ordem foi concedida a um total de 955 pessoas. 
A Ordem da Bandeira Iugoslava com Estrela Prateada (5ª Classe) era concedida principalmente a secretários em ministérios estrangeiros de Relações Exteriores e outros funcionários de classificação semelhante na carreira diplomática e consular. Essa ordem foi concedida a 769 pessoas, tanto estrangeiras quanto nacionais. 
Nota-se que os níveis inferiores da ordem tenham sido concedidos em menor quantidade do que os níveis superiores. Isso contraria a expectativa de que as ordens de classes mais baixas sejam distribuídas mais amplamente, enquanto as de classes superiores são concedidas de forma mais restrita. 

### República Federal da Iugoslávia
Com a dissolução da Iugoslávia, e mais tarde, a adoção da Lei sobre Condecorações da República Federal da Iugoslávia, em 4 de dezembro de 1998, a ordem foi novamente introduzida, mas desta vez como a sexta maior condecoração, atrás da Ordem da Bravura. Desde então, a ordem passou a ter os seguintes níveis: 
- Ordem da Bandeira Iugoslava de 1ª Classe — passou a ser a 6ª condecoração na ordem de importância.
- Ordem da Bandeira Iugoslava de 2ª Classe — 19ª condecoração na ordem de importância das condecorações.
- Ordem da Bandeira Iugoslava de 3ª Classe — 30ª condecoração na ordem de importância das condecorações.

A Ordem da Bandeira Iugoslava foi concedida por méritos especiais para o estado e por atos nos quais o patriotismo se manifestou de maneira marcante.

## Aparência

### República Socialista Federativa da Iugoslávia
| Aparência                                        | Aparência                                                 | Aparência                                                                | Aparência                                                   | Aparência                                                    |
| Ordem da Bandeira Iugoslava com Fita (1ª Classe) | Ordem da Bandeira Iugoslava com Coroa Dourada (2ª Classe) | Ordem da Bandeira Iugoslava com Estrela Dourada no Colarinho (3ª Classe) | Ordem da Bandeira Iugoslava com Estrela Dourada (4ª Classe) | Ordem da Bandeira Iugoslava com Estrela Prateada (5ª Classe) |
| ------------------------------------------------ | --------------------------------------------------------- | ------------------------------------------------------------------------ | ----------------------------------------------------------- | ------------------------------------------------------------ |
|                                                  |                                                           |                                                                          |                                                             |                                                              |
| Barretas                                         |                                                           |                                                                          |                                                             |                                                              |
|                                                  |                                                           |                                                                          |                                                             |                                                              |

### República Federal da Iugoslávia
| Aparência                               | Aparência                               | Aparência                               |
| Ordem da Bandeira Iugoslava (1ª Classe) | Ordem da Bandeira Iugoslava (2ª Classe) | Ordem da Bandeira Iugoslava (3ª Classe) |
| --------------------------------------- | --------------------------------------- | --------------------------------------- |
|                                         |                                         |                                         |
| Barretas                                |                                         |                                         |
|                                         |                                         |                                         |